# Canelles (Fígols i Alinyà)
Canelles, Canelles de Segre – miejscowość w Hiszpanii, w Katalonii, w prowincji Lleida, w comarce Alt Urgell, w gminie Fígols i Alinyà.
Według danych INE w 2020 roku liczyła 4 mieszkańców – 2 mężczyzn i 2 kobiety. 